# فابيان بويرتا
فابيان بويرتا (بالإسبانية: Fabián Puerta) مواليد 12 يوليو 1991 في أنتيوكيا، كولومبيا، هو دراج كولومبي. شارك في دورة الألعاب الأولمبية الصيفية.

## روابط خارجية
- فابيان بويرتا على موقع أرشيف الدراجات (الإنجليزية)
- فابيان بويرتا على موقع CycleBase (الإنجليزية)
- فابيان بويرتا على موقع أوليمبيديا (الإنجليزية)